# Kovách Zénó
Kovách Zénó Pál (Komárom, 1892. január 1. - Tłuste, 1915. július 7.) magyar tábori pilóta. Az I. világháború kezdeti szakaszában az osztrák-magyar légjárócsapatok kötelékében szolgált az orosz fronton.

## Élete
Kovách Zénó 1892. január elsején született Komáromban, Kovách Arisztid gyógyszerész és Kosztha Irén gyermekeként. Édesanyja Veszprémből származott, római katolikus vallású volt, míg édesapja unitárius, Zénót katolikusnak keresztelték.
A gimnázium első négy osztályát Komáromban a bencés gimnáziumban, illetve Veszprémben, a kegyes tanítórendi főgimnáziumban végezte el 1902 és 1906 között. Később feltehetőleg valamilyen műszaki képzettséget szerzett, ugyanis számos helyen "technikusként" hivatkoznak rá.
Valószínűleg 1913-ban vonult be katonai szolgálatra, később Németországban kapott pilótakiképzést. Az I. világháború kitörését követően, 1914. november 30-án vezényelték a cs. és kir. légjárócsapatok 1. repülőszázadának (Fliegerkompanie – Flik 1) állományába, amely ekkor az orosz hadszíntéren működött.
Kovách igen aktívan vett részt a század működésében: 1915 áprilisában megkapta a tábori pilótajelvényt, melyet tíz, egyenként legalább két órás bevetés teljesítésével lehetett kiérdemelni. Még ugyanebben a hónapban parancsnoka, Otto Jindra százados felterjesztette az I. osztályú Ezüst Vitézségi Éremre, azzal az indoklással, hogy előző év karácsonya óta 27 bevetést teljesített, több alkalommal heves ellenséges tűzben. Kovách ekkor már tizedesi rendfokozatot viselt.
1915. július 7-én délután 16 órakor Kovách felderítő bevetésre indult a B 21-01 lajstromszámú Albatros B.I típusú repülőgéppel, Czortków térségébe. A hátsó ülésben Robert Cizinsky (Bécs, 1888) főhadnagy foglalt helyet, mint megfigyelőtiszt. A gépen beépített fegyverzet nem volt, Cizinsky főhadnagy egy karabélyt vitt magával az útra. A bevetésről a gép nem tért vissza.
Július 13-án egy orosz repülőgép egy csomagot dobott le az osztrák-magyar állásokra Okna település közelében. A csomagban egy levél volt, amelyben az orosz repülőosztag pilótái tudatták, hogy Cizinsky főhadnagy és egy ismeretlen nevű altiszt hősi halált haltak. A két elesett repülőt az oroszok katonai tiszteletadással temették el tłuste-i temetőben. A csomagban néhány fényképfelvétel is volt a temetésről.
Bár a korabeli sajtóban több téves információ is megjelent a Kováchék sorsáról, a hivatalos jelentés végül megállapította, hogy egy orosz repülőgépnek estek áldozatul. Az Albatros már odafelé úton találkozott a géppuskával felszerelt Voisin típusú géppel, ekkor azonban még el tudta kerülni azt. Az orosz repülő, melynek személyzete J. N. Ivanov zászlós pilótából és A. A. Alekszejev hadnagy, megfigyelőből állt, a visszaúton is megtámadta Kováchékat. Cizinsky karabélyával viszonozta a géppuskatüzet, azonban halálos sebet kapott. Az időközben lángra kapó Albatrossal Kovách megpróbált kényszerleszállni, azonban a landoláskor felrobbanó üzemanyagtartály őt is megölte. Az orosz repülőket a légi győzelemért a Szent György-rend IV. osztályával tüntették ki.

## Emlékezete
Kovách Zénó frontszolgálatáról levélben tudósította otthon maradt hozzátartozóit. E leveleket részben közölte a Komáromi Ujság című helyi lap, hiszen a repülőcsapatnál pilótaként szolgáló helyi fiatalember akkor még szenzációszámba ment. Sorsáról, halálának körülményeiről ugyancsak beszámolt az újság.
Emlékét szülővárosában, a Szent András-bazilikában elhelyezett emléktábla őrzi, amin a katolikus gyülekezet hősi halottai vannak felsorolva. Neve szerepel a veszprémi kegyesrendi (piarista) gimnázium hősi halottainak állított emléktáblán is, amely ma a veszprémi Szent Imre-templomban látható.